# Tales from Topographic Oceans
| Recensione     | Giudizio    |
| -------------- | ----------- |
| Discogs        |             |
| All Music      |             |
| Ondarock       | Consigliato |
| Piero Scaruffi |             |

Tales from Topographic Oceans è il sesto album in studio del gruppo di rock progressivo britannico Yes, pubblicato dalla Atlantic Records nel dicembre 1973.

## Storia
Fu il primo album in studio del gruppo con Alan White alla batteria al posto di Bill Bruford; White aveva però già suonato nel triplo live Yessongs. È un doppio concept album composto di soli quattro brani, uno per ogni lato di vinile.
L'ambizioso intento di Jon Anderson, autore dei testi, era quello di porre in musica le quattro classi di scritture che costituiscono gli Shastra hindu. Anderson era venuto a conoscenza degli Shastra, opere molto popolari fra chi negli anni sessanta e settanta si interessava di filosofia orientale, leggendo il libro Autobiografia di uno Yogi di Paramahansa Yogananda. L'idea per l'intero concept ebbe origine dall'incontro tra lo stesso Anderson e Jamie Muir, allora nella formazione dei King Crimson dell'album Larks' Tongues in Aspic, al matrimonio di Bruford nel marzo 1973: Muir infatti aveva cambiato radicalmente la propria esistenza in seguito al già citato libro del Paramahansa, e lo prestò al cantante degli Yes. Durante una tappa del tour di Close to the Edge a Tokyo, in Giappone, Anderson trovò una nota a pagina 83 riguardo ai collegamenti tra la musica e le scritture shastra, il che fece scattare l'idea ad Anderson. L'ambizioso progetto venne accolto positivamente da Steve Howe e i due iniziarono a scriverlo nelle fasi final del tour.
Poiché Anderson compose i versi di Tales senza leggere effettivamente le scritture shastriche, l'album non si può considerare una reale trasposizione in musica di queste ultime. In ogni caso, Anderson era alla ricerca di un tema principale su cui basare un'opera di respiro "cosmico", la quale potesse essere una sorta di Bibbia tradotta in musica, dove le emozioni musicali si fondessero con temi ispiratori di dottrine sacre. Di fronte a un progetto così grandioso, la musica degli Yes divenne in Tales ancora più strutturata e complessa rispetto al precedente Close to the Edge (1972). Anche la registrazione dell'album seguì una prassi piuttosto eccentrica, in quanto il gruppo volle che negli studi fossero ricreate di volta in volta le atmosfere corrispondenti a diverse ambientazioni naturali, in armonia con i diversi momenti musicali dell'album. Durante la registrazione dell'album quasi tutti i membri del gruppo divennero vegetariani.
Lo stesso Anderson definì Tales «un punto d'incontro di alti ideali e bassa energia», riferendosi in tal modo alla maestosità dell'opera e alla sua lavorazione lenta e faticosa. Rick Wakeman si mostrò subito insoddisfatto dell'album e dell'atmosfera che ne aveva accompagnato la produzione, non apprezzando il metodo creativo "a forma libera" perseguito dai colleghi; durante il tour promozionale, Wakeman espresse più volte insofferenza per la dieta macrobiotica adottata dal resto della band e disinteresse per alcuni passaggi del nuovo album mettendosi a mangiare cibo take-away sul palco durante una esibizione: questo sberleffo, in pieno stile Wakeman dei primi anni, incrinò il rapporto tra il gruppo e l'egocentrico tastierista, portandolo ad abbandonare una prima volta gli Yes.
Alcuni suoi brani (in particolare Ritual e The Revealing Science of God) vennero riproposti frequentemente nei concerti del gruppo (ancora negli anni 2000, trent'anni dopo la pubblicazione del disco).

## Copertina
In copertina ci sono dei pesci che fluttuano nell'aria sotto un cielo stellato con una piramide azteca sulla sfondo. Fu opera del pittore Roger Dean, è stata indicata come migliore copertina della storia della musica rock in un sondaggio eseguito nel 2002 dalla rivista Rolling Stone.

## Accoglienza
Poco dopo la pubblicazione raggiunse la prima posizione nella classifica britannica e la sesta in quella statunitense.
Alcuni artisti punk rock hanno indicato Tales come la quintessenza di ciò a cui il punk, come movimento, si opponeva. Al contrario, una parte degli estimatori degli Yes considera Tales la vetta del gruppo.
È un'opera che tradizionalmente divide pubblico e critica fra coloro che elogiano lo spirito audace dell'album e lo spiccato talento dimostrato dai quattro musicisti e coloro che ne stigmatizzano l'eccessiva durata e la gravosità del tema trattato. All'epoca dell'uscita, fra i giudizi più positivi ci fu quello di Robert Sheldon per The Times, che in particolare individuò in The Ancient un brano che "sarà studiato tra venticinque anni come un punto di svolta nella musica moderna", nonché la rivista Cash Box, che descrisse il disco come "fenomenale", sottolineando che la band "è tanto in contatto con il luminoso futuro della sua forma d'arte quanto lo è con il suo passato ricco e tradizionale", mentre fra le stroncature ci fu quella di Steve Clarke per NME, che apostrofò l'album "una grande delusione" priva di "colore ed eccitazione", e Gordon Fletcher per Rolling Stone, il quale etichettò i brani come "scarabocchi psichedelici" sofferenti di "eccessiva elaborazione". Più equilibrata fu la tesi di Chris Welch, futuro biografo del gruppo, che presentò l'album per Melody Maker come "un capolavoro frammentato, assemblato con cura amorevole e lunghe ore in studio. Brillante in alcuni tratti, ma spesso impiega troppo tempo per affermare i suoi vari punti e curiosamente privo di calore o espressione personale".
In retrospettiva Tales è stato rivalutato con più favore. Bruce Eder di AllMusic scrisse che l'album contiene "alcuni dei passaggi musicali più sublimi mai prodotti dal gruppo, e sviluppa una parte importante di quella musica in profondità e gradi in modi di cui ci si può solo meravigliare, anche se c'è un grande salto dalla meraviglia al godimento. Se si riesce a coglierlo, Tales è un lungo, a volte glorioso viaggio musicale attraverso paesaggi strani e meravigliosi, denso di trame musicali seducenti". La già citata NME, in occasione del quarantesimo anniversario della rivista, ha selezionato l'album fra i "40 dischi che hanno catturato il momento" e un'analoga riconsiderazione si ebbe da Rolling Stone, che nell'Album Guide del 2004 recensì il lavoro in maniera lusinghiera, pur rimarcando il suo trovarsi in bilico fra l'essere "l'assoluto nadir" e il "capolavoro da sogno" del rock progressivo.  Nel 1996 John Covach per Progression rifletté che è Tales from Topographic Oceans, non Close to the Edge, a rappresentare il "vero punto di arrivo" della band nella prima metà della sua produzione degli anni 1970, sottolineando che "l'esecuzione è virtuosistica ovunque, il canto innovativo e spesso complesso, e i testi mistici e poetici. Asserito tutto ciò [...] anche l'ascoltatore più devoto di Tales è costretto ad ammettere che l'album è sotto molti aspetti imperfetto. Le tracce tendono a vagare un po' [...] e quindi la musica forse non è così focalizzata come potrebbe essere". Il critico Martin Popoff ha illustrato l'album come "il buco nero delle esperienze degli Yes, la band che si dissipa, si espande, esplode e implode tutto in una volta", pur contenendo "un po' di musica abbastanza accessibile". Federico Romagnoli, per Ondarock, ha definito un falso mito la vulgata secondo cui Tales avrebbe favorito il declino del rock progressivo e l'avvento del punk rock, chiarendo che "l'album contiene materiale di gran pregio almeno per tre delle quattro facciate".
Nel corso degli anni i membri degli Yes che parteciparono alla realizzazione di Tales, con l'eccezione di Rick Wakeman, espressero un giudizio positivo sull'opera, sebbene con qualche riserva dovuta al periodo turbolento vissuto dal gruppo durante la registrazione. A tal proposito Chris Squire, che pure consideròTales come uno degli album degli Yes più soddisfacenti in termini di "fascino", commentò che "Jon [Anderson] aveva questa idea visionaria che potevi semplicemente entrare in uno studio, e se le vibrazioni fossero state giuste [...] la musica sarebbe stata fantastica alla fine [...] Non è la realtà". Jon Anderson si disse soddisfatto di tre quarti del lavoro, con il restante quarto "non del tutto amalgamato" per mancanza di tempo. Steve Howe affermò che l'album rappresentava per gli Yes "il momento di spiegare le nostre ali, un progetto meraviglioso in cui siamo andati fino ai confini della Terra per realizzarlo. Spesso si aveva la sensazione che il disastro stesse per verificarsi, ma alla fine ci siamo arrivati. Bisogna tenere conto di Tales nella nostra storia per parlare adeguatamente di ciò che gli Yes hanno realizzato, perché è stato davvero eccezionale. Non penso che saremmo lo stesso gruppo senza di esso”, aggiungendo di esserne "ancora molto orgoglioso e molto soddisfatto [...] Tales è totalmente epico e lo amo alla follia". Wakeman, che pure è spesso lodato dalla critica per la qualità del suo contributo all'album, argomentò invece che ci sono alcuni "momenti musicali molto belli in Topographic Oceans, ma a causa del formato in cui erano usati i dischi avevamo troppo per un singolo album ma non abbastanza per un doppio, quindi lo abbiamo imbottito e l'imbottitura è orribile [...] ma ci sono alcuni assoli bellissimi come "Nous sommes du soleil" [...] una delle melodie più belle [...] e forse meritava di essere sviluppata ancora di più".

## Tracce
Testi di Jon Anderson e Steve Howe; musiche degli Yes.
Disco 1
Lato A
1. The Revealing Science of God (Dance of the Dawn) – 20:27

- La versione restaurata della traccia, presente nell'edizione rimasterizzata dell'album nel 2003, ha la durata di 22:22.

Lato B
1. The Remembering (High the Memory) – 20:38

Disco 2
Lato C
1. The Ancient (Giants Under the Sun) – 18:34

Lato D
1. Ritual (Nous sommes du soleil) – 21:35

## Formazione
- Jon Anderson - voce, chitarra acustica
- Steve Howe - chitarre, sitar, seconde voci
- Chris Squire - basso, seconde voci
- Rick Wakeman - tastiere
- Alan White - batteria, percussioni